# Бокс на летних юношеских Олимпийских играх 2018
Соревнования по боксу на летних юношеских Олимпийских играх 2018 года пройдут с 14 по 18 октября в парке Polideportivo Roca в Буэнос-Айресе, столице Аргентины. Будут разыграны 15 комплектов наград: 9 у юношей и 4 у девушек в различных весовых категориях. В соревновании участвуют спортсмены рождённые в период с 1 января 2000 по 31 декабря 2001 года.

## История
Бокс является постоянным видом программы, который дебютировал на I летних юношеских Олимпийских играх в Сингапуре.
По сравнению с прошлыми играми в 2014 году программа соревнований немного изменилась, добавилась ещё одна весовая категория у девушек, а умужчин одна весовая категория сократилась. Розыгрыш медалей состоится в 13 весовых категориях.

## Квалификация
Каждый Национальный олимпийский комитет (НОК) может заявить спортсменов не более чем в 5 видах, из которых 3 у юношей и 2 у девушек, но не более 1 в каждой весовой категории. Только Австралия, Казахстан и Таиланд сумели завоевать максимальное количество квот.
Как хозяйка турнира, Аргентина получила три квоты (2 мальчика и 1 девочка). Ещё 10 квот (7 у юношей и 3 у девушек) были распределены трёхсторонней комиссией. Остальные 69 мест были определены в рамках квалификационных мероприятий, а именно: молодежного чемпионата мира среди женщин 2017 года и континентальных квалификационных мероприятий.
Для участия в юношеских Олимпийских играх спортсмены должны быть рождены в период с 1 января 2000 года по 31 декабря 2001 года. Кроме того, все спортсмены должны были участвовать в молодежном чемпионате мира среди женщин или в молодёжном континентальном чемпионате.
Общее число спортсменов, которые выступят на соревнованиях, было определено Международным олимпийским комитетом и составило 82 человека (28 девушек и 54 юноши).

## Медалисты

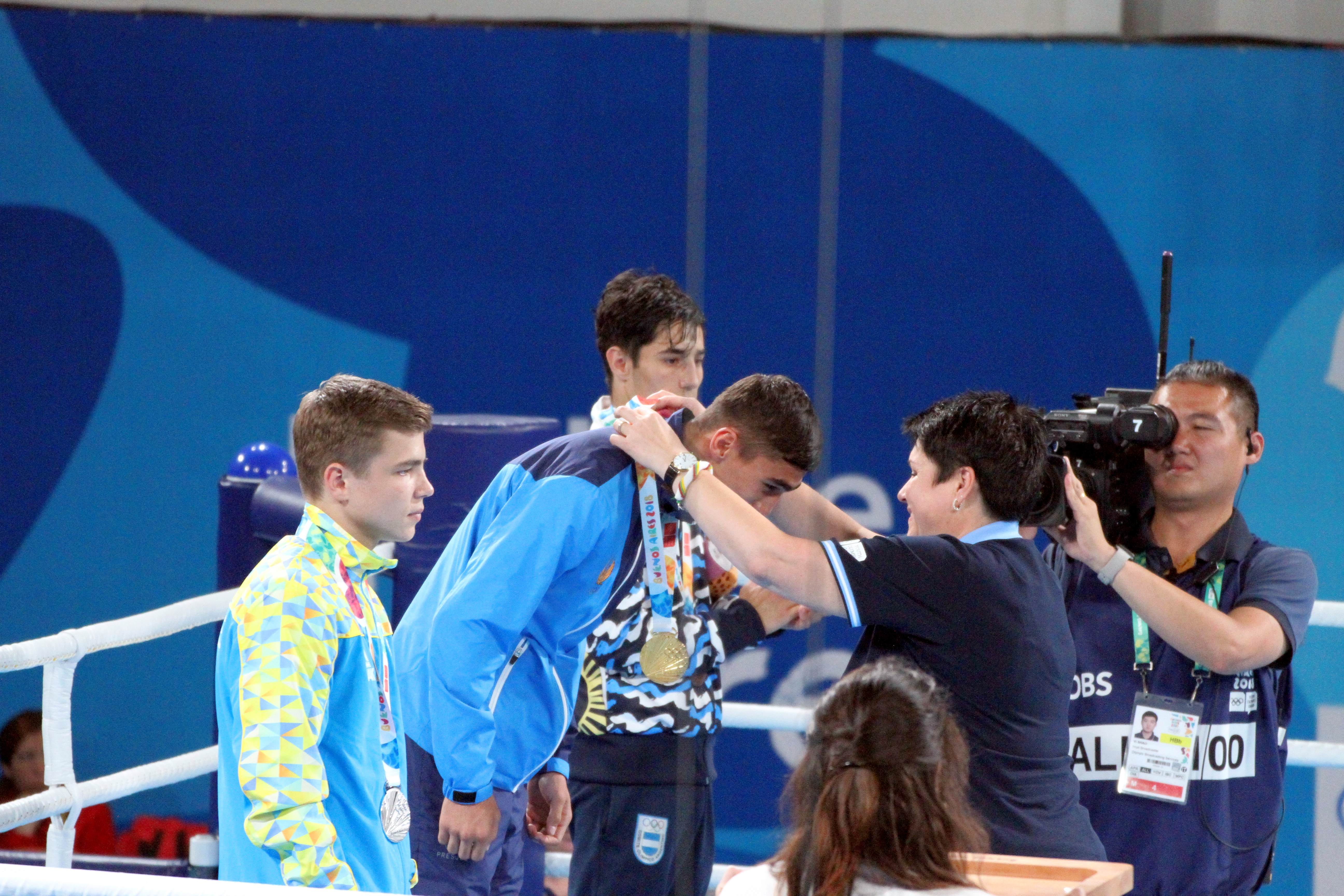
Boys' bantamweight Victory Ceremony

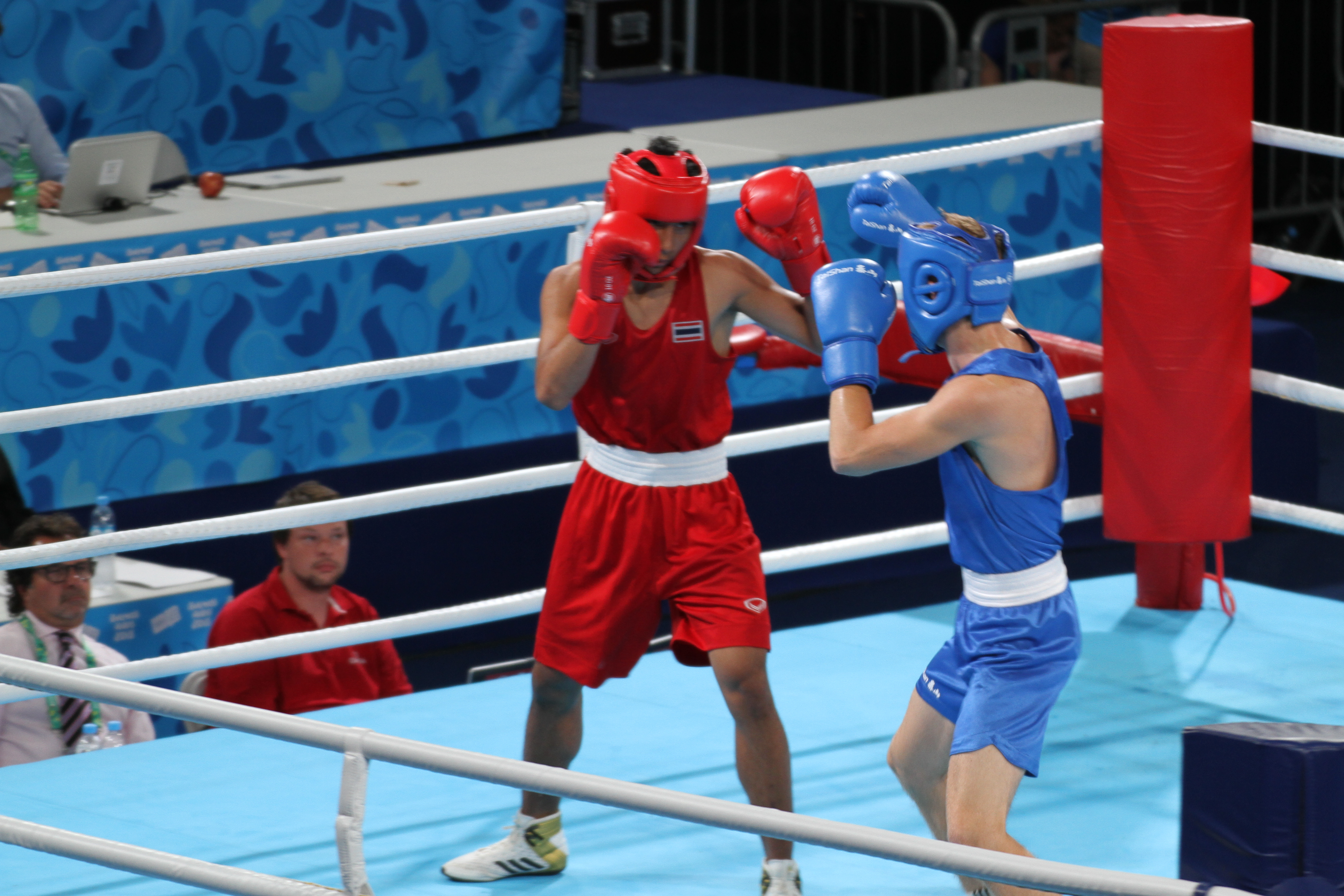
Boys' lightweight Gold Medal Bout

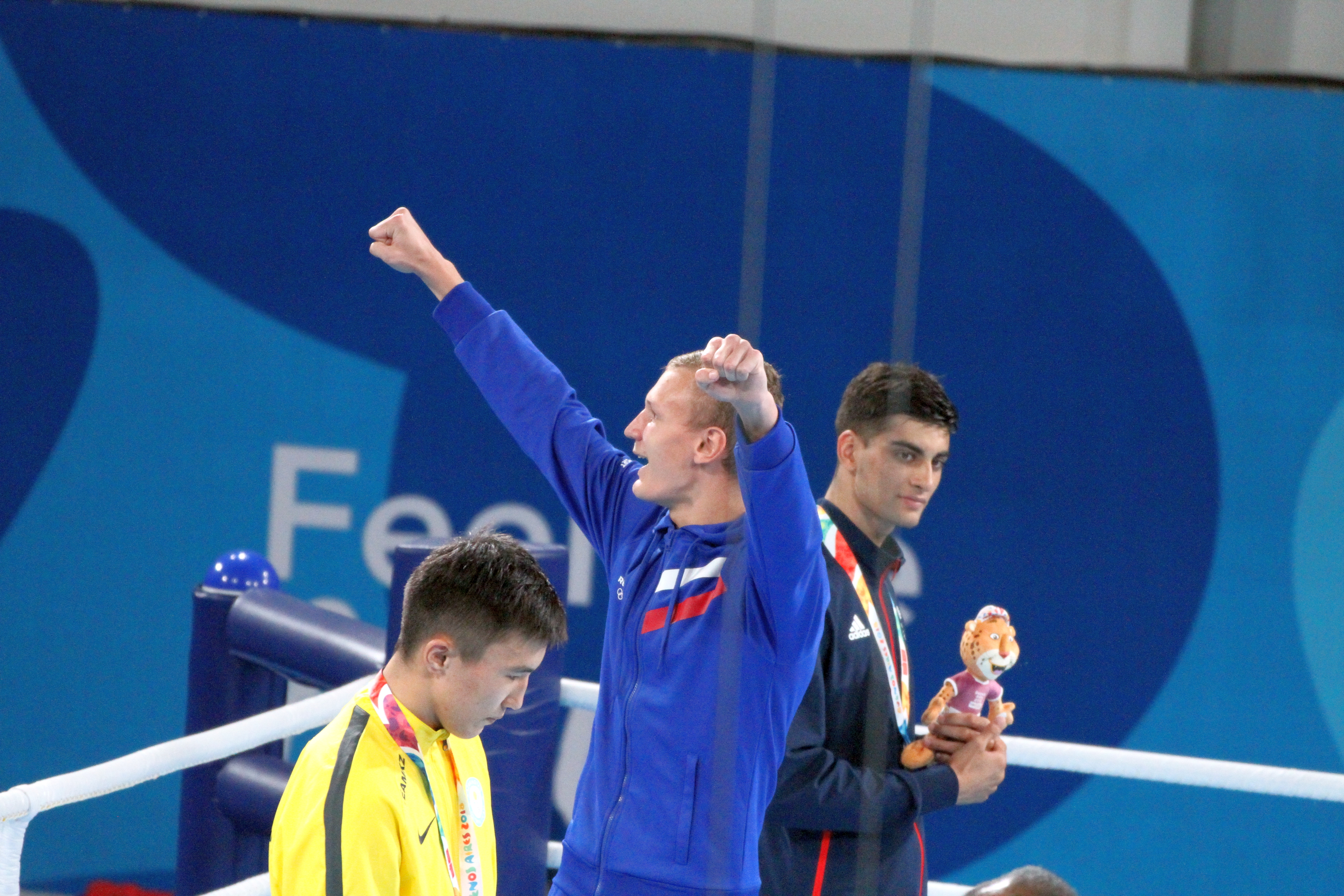
Boys' light welterweight Victory Ceremony

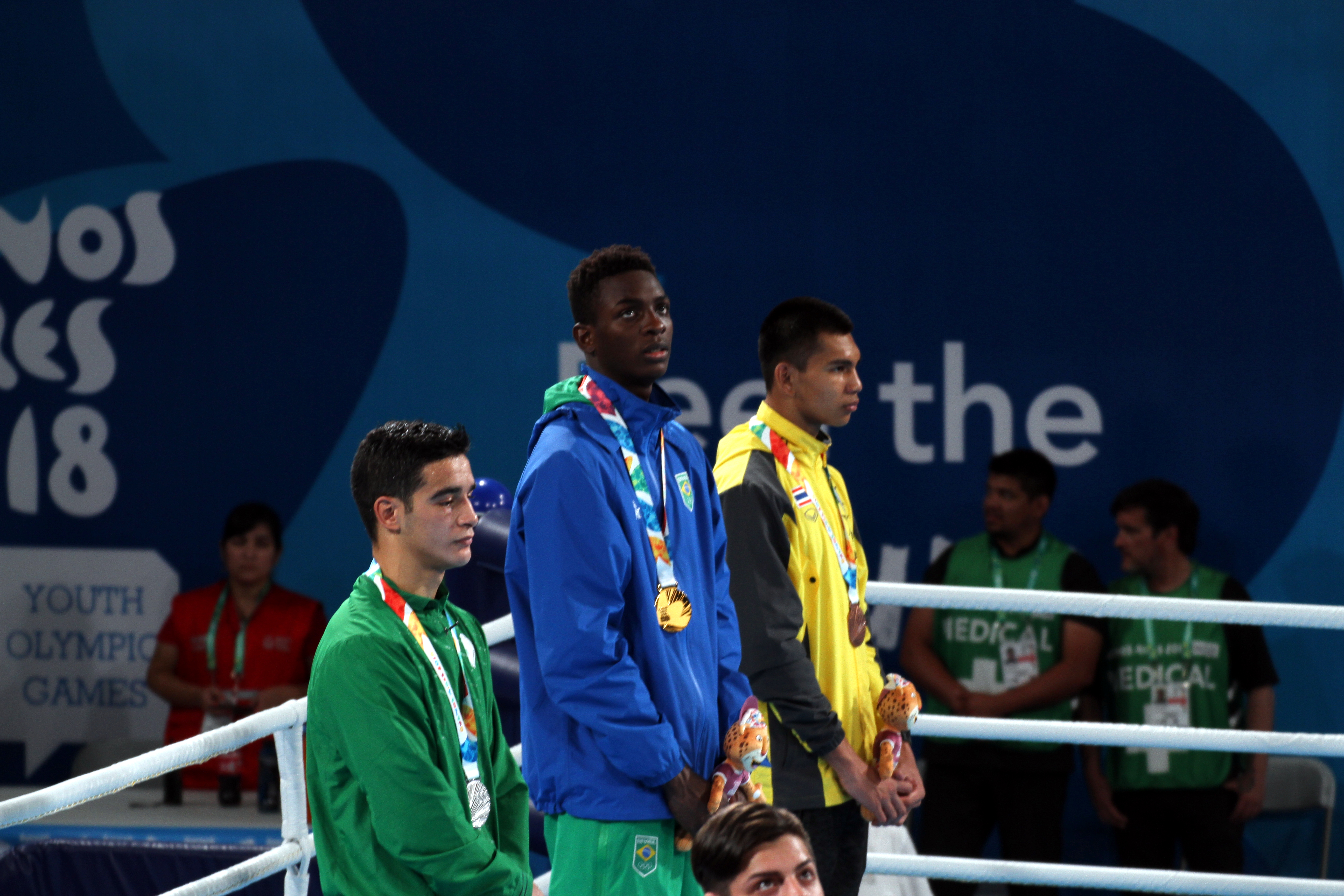
Boys' middleweight Victory Ceremony

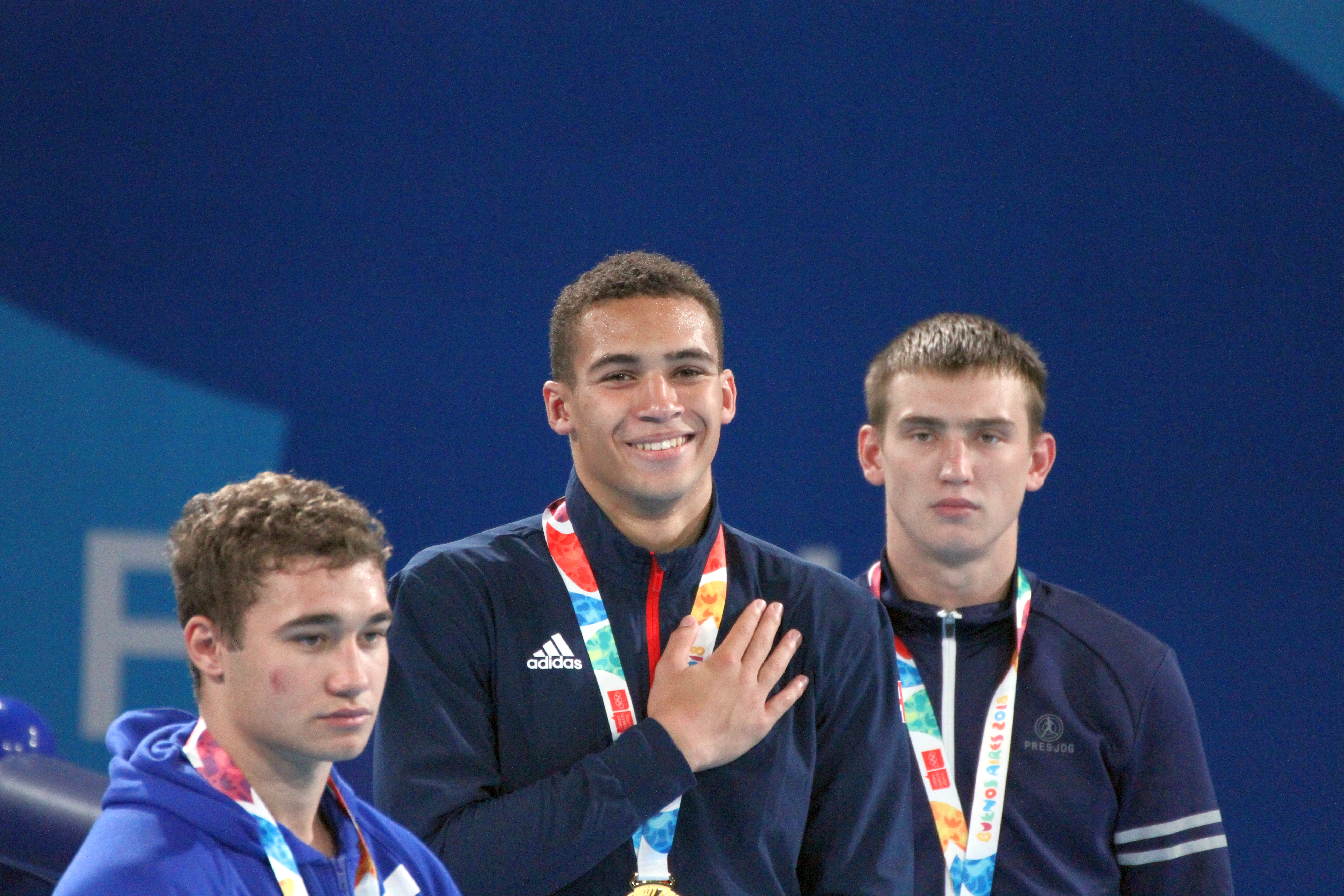
Boys' light heavyweight Victory Ceremony

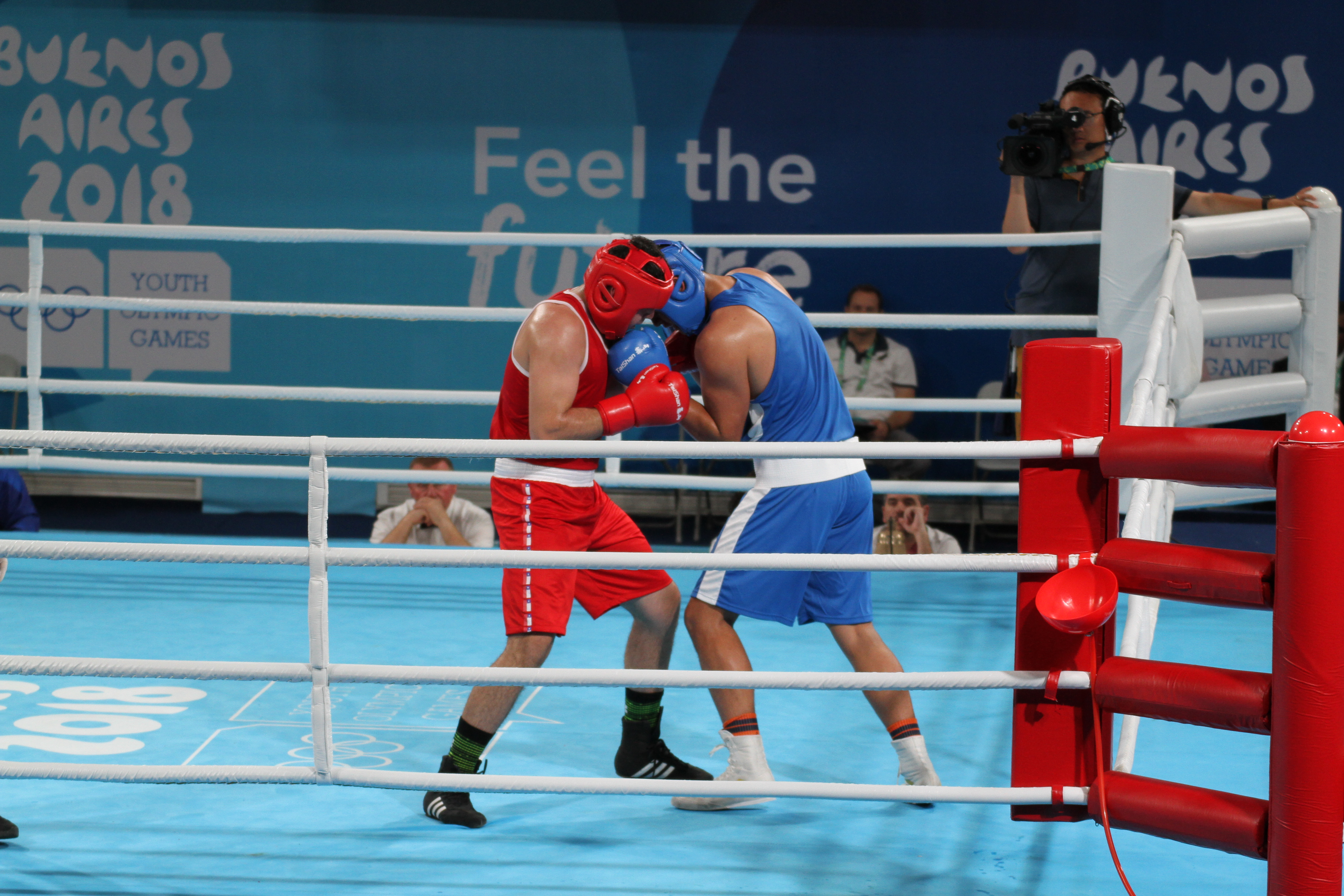
Boys' heavyweight Bout for 5th Place

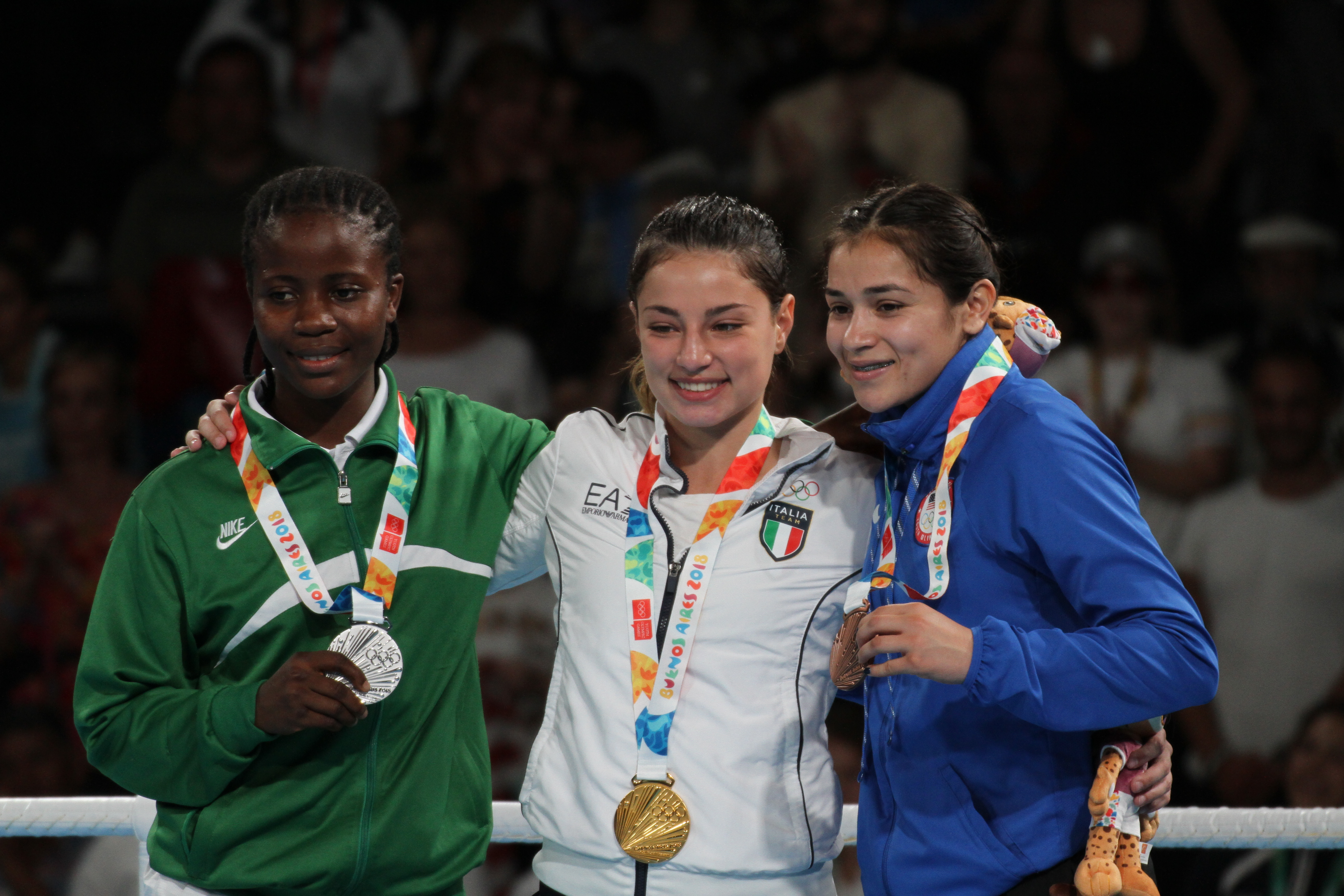
Girls' flyweight Victory Ceremony

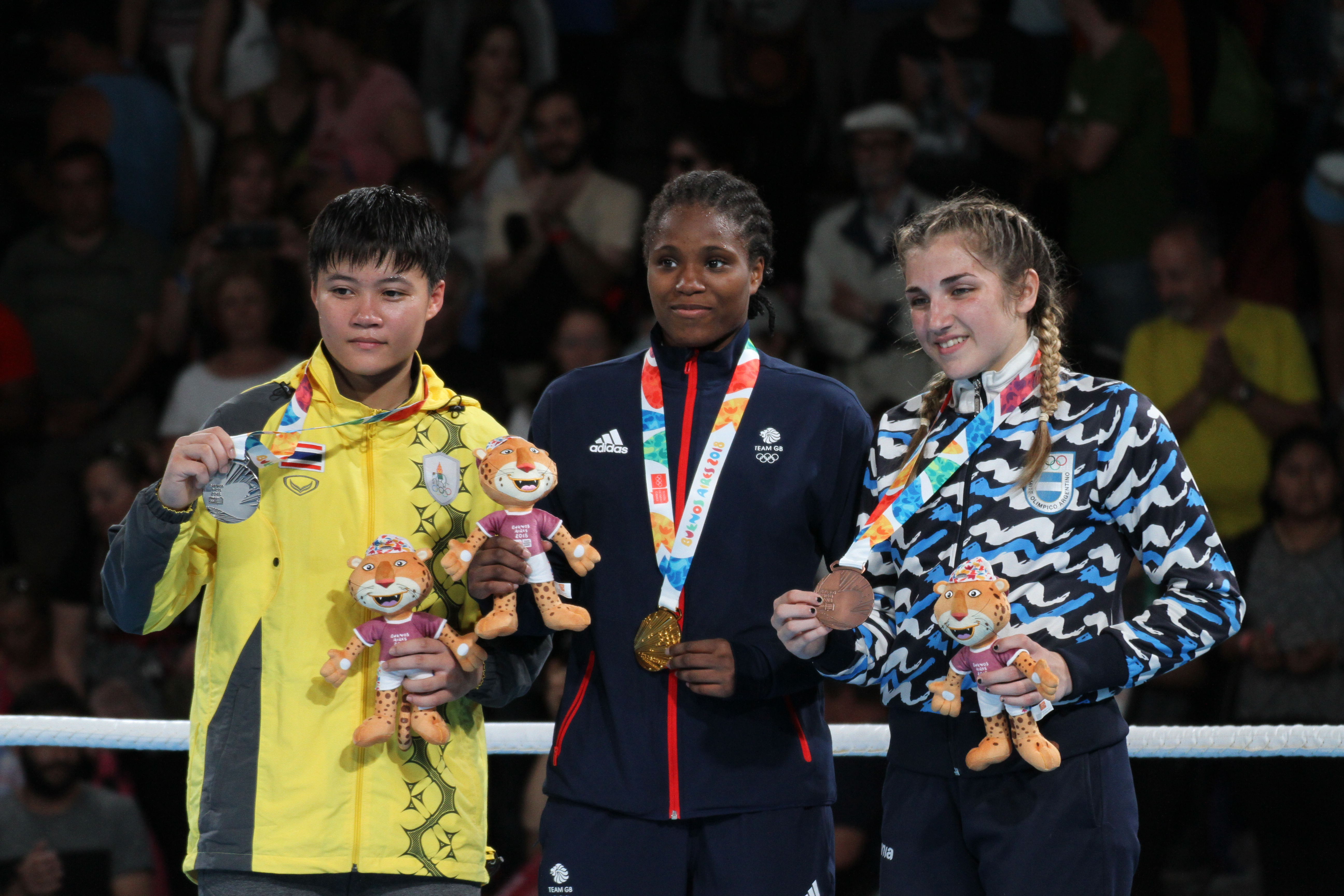
Girls' lightweight Victory Ceremony

## Календарь
| ЦО | Церемония открытия | ● | Квалификации | 2 | Финалы соревнований | ЦЗ | Церемония закрытия |

| Октябрь | 06 Сб | 07 Вс | 08 Пн | 09 Вт | 10 Ср | 11 Чт | 12 Пт | 13 Сб | 14 Вс | 15 Пн | 16 Вт | 17 Ср | 18 Чт | Соревнования |
| ------- | ----- | ----- | ----- | ----- | ----- | ----- | ----- | ----- | ----- | ----- | ----- | ----- | ----- | ------------ |
| Бокс    | ●     |       |       |       |       |       |       |       | ●     | ●     | ●     | 8     | 5     | 13           |

## Медали

### Юноши
| Дисциплина                | Золото                          | Серебро                  | Бронза                          |
| ------------------------- | ------------------------------- | ------------------------ | ------------------------------- |
| До 52 кг см. подробнее    | Иван Хоупи Прайс Великобритания | Саравут Суктхет Таиланд  | Луис Габриэль Оливейра Бразилия |
| До 56 кг см. подробнее    | Абдумалик Халоков Узбекистан    | Максим Галиничев Украина | Мирко Куэльо Аргентина          |
| До 60 кг см. подробнее    | Атичай Фоемсап Таиланд          | Тарас Бондарчук Украина  | Нурлан Сафаров Азербайджан      |
| До 64 кг см. подробнее    | Илья Попов Россия               | Талгат Шайкен Казахстан  | Хасан Азим Великобритания       |
| До 69 кг см. подробнее    | Брайан Арреги Аргентина         | Яссин Элуарз Марокко     | Джахонгир Рахмонов Узбекистан   |
| До 75 кг см. подробнее    | Кено Машадо Бразилия            | Фарид Дуиби Алжир        | Вирапон Джонгджохо Таиланд      |
| До 81 кг см. подробнее    | Кэрол Итаума Великобритания     | Руслан Колесников Россия | Тимур Мержанов Узбекистан       |
| До 91 кг см. подробнее    | Айбек Оралбай Казахстан         | Мохамед-Амин Хасид Алжир | Элвин Каналес Пуэрто-Рико       |
| Свыше 91 кг см. подробнее | Алексей Дронов Россия           | Дамир Тойбай Казахстан   | Ахмед Эльсави Египет            |

### Девушки
| Дисциплина             | Золото                        | Серебро                    | Бронза                  |
| ---------------------- | ----------------------------- | -------------------------- | ----------------------- |
| До 51 кг см. подробнее | Мартина Ла Пиана Италия       | Адижат Гбадамоси Нигерия   | Хэвен Гарсия США        |
| До 57 кг см. подробнее | Панпатчара Сомнуек Таиланд    | Дженнифер Каррильо Мексика | Дарбла Руни Ирландия    |
| До 60 кг см. подробнее | Кэролайн Дюбуа Великобритания | Порнтип Буапа Таиланд      | Ориана Сапуто Аргентина |
| До 75 кг см. подробнее | Анастасия Шамонова Россия     | Таллия Брильо Франция      | Надежда Рябец Казахстан |